# فدریکا روکو
فدریکا روکو (ایتالیایی: Federica Rocco؛ زادهٔ ۲۵ نوامبر ۱۹۸۴) بازیکن زن واترپلو اهل ایتالیا است. وی در بازی‌های المپیک تابستانی ۲۰۰۸ شرکت کرده‌است.